# Microcavia australis
Microcavia australis é uma espécie de roedor da família Caviidae.
Pode ser encontrada na Argentina, Bolívia e Chile.